# STS-61-B
STS-61-B est la 2e mission de la navette spatiale Atlantis.

## Équipage
- Commandant : Brewster H. Shaw, Jr. (2)  États-Unis
- Pilote : Bryan D. O'Connor (1)  États-Unis
- Spécialiste de mission 1 : Mary L. Cleave (1)  États-Unis
- Spécialiste de mission 2 : Sherwood C. Spring (1)  États-Unis
- Spécialiste de mission 3 : Jerry L. Ross (1)  États-Unis
- Spécialiste du chargement 1 : Rodolfo Neri Vela (1)  Mexique
- Spécialiste du chargement 2 : Charles D. Walker (3)  États-Unis

Le chiffre entre parenthèses indique le nombre de vols spatiaux effectués par l'astronaute au moment de la mission.

## Paramètres de la mission
- Masse :
  - Navette au décollage : 118 664 kg
  - Navette à l'atterrissage : 93 316 kg
  - Chargement : 21 791 kg
- Périgée : 361 km
- Apogée : 370 km
- Inclinaison : 28,5°
- Période : 91,9 min

### Sorties dans l'espace
- Ross et Spring  - EVA 1
- Début de EVA 1 : 29 novembre 1985
- Fin de EVA 1 : 29 novembre 1985
- Durée : 5 heures, 32 minutes

- Ross et Spring  - EVA 2
- Début de EVA 2 : 1er décembre 1985
- Fin de EVA 2 : 1er décembre 1985
- Durée : 6 heures, 41 minutes